# 1855年逝世人物列表
1855年逝世人物列表：1月 - 2月 - 3月 - 4月 - 5月 - 6月 - 7月 - 8月 - 9月 - 10月 - 11月 - 12月
下面是1855年逝世的知名人士列表。

## 1月

### 1月6日
- 賈科莫·貝爾特拉米，義大利探險家

### 1月8日
- 爪哇叛亂領袖蒂博尼哥罗

### 1月10日
- 瑪麗·羅素·米特福德，英國小說家、劇作家

### 1月15日
- 亨利·布拉康諾，法國化學家、藥劑師

### 1月17日
- 千葉周作，日本劍客

### 1月26日
- 熱拉爾·德·內瓦爾，法國作家

## 2月

### 2月6日
- 約瑟夫·蒙辛格，瑞士聯邦委員會成員

### 2月23日
- 卡爾·弗里德里希·高斯，德國數學家、天文學家和物理學家

## 3月

### 3月2日
- 俄羅斯皇帝尼古拉一世

### 3月6日
- 初代坂藤秀香，日本歌舞伎演員

### 3月8日
- 威廉·普爾，紐約市 Bowery Boys Gang 臭名昭著的成員

### 3月29日
- 亨利·德魯伊，瑞士聯邦委員會成員

### 3月31日
- 夏綠蒂·勃朗特，英國作家[1]

## 5月

### 5月5日
- 羅伯特·英格利斯爵士，英國政治家

### 5月23日
- 查理斯·羅伯特·瑪律登，英國探險家

### 5月30日
- 瑪麗·賴貝，澳大利亞女商人

## 6月

### 6月7日
- Friederike Lienig，拉脫維亞昆蟲學家

### 6月28日
- 菲茨羅伊·薩默塞特，第一代拉葛籣男爵，克里米亞戰爭中英軍指揮官

## 7月

### 7月12日
- 帕维尔·斯捷潘诺维奇·纳希莫夫，俄羅斯海軍上將

## 8月

### 8月7日
- 墨西哥總統馬里亞諾·阿里斯塔

### 8月12日
- 海倫·亨特·傑克遜，美國活動家

### 8月30日
- 费格斯·奥康纳，英國政治激進分子，憲章派領袖

## 9月

### 9月7日
- 威廉·巴頓·韋德·登特，美國國會議員

### 9月20日
- 何塞·特立尼達·雷耶斯，宏都拉斯之父、民族英雄和宏都拉斯國立大學創始人

## 11月

### 11月11日
- 索倫·奧貝·克爾凱郭爾，丹麥哲學家

### 11月26日
- 亚当·密茨凯维奇，立陶宛-波蘭詩人、作家

## 12月

### 12月6日
- 威廉·斯溫森，英國博物學家、藝術家